# Toni Lazov
Toni Lazov (12. svibnja 2000.) je sjevernomakedonski šahist i šahovski velemajstor (od 2020.).
Pobjednik je Makedonskog prvenstva u šahu 2024. Osvajač je srebrnog odličja na 45. Šahovskoj olimpijadi u Budimpešti.